# Grand Prix 2023/2024 (volleyboll, damer)
Grand Prix 2023/2024 spelades helgen 20-21 januari 2024 i Fyrishov, Uppsala. Det var den 26:e upplagan av Grand Prix och de fyra lag som låg först i Elitserien efter tio omgångar (3 december 2023) fick delta. Örebro vann genom att i finalen besegra Hylte/Halmstad VBK i en tuff femsättare, där Hylte/Halmstad ledde med 2-0 i set och 19-13 i tredje set innan Örebro lyckades vända. Det var klubbens åtta Grand Prix-seger (medräknat KFUM Örebro. Finalen hade 383 åskådare. I finalen utsågs Hedda Broberg till mest värdefulla spelare. Engelholms VS tog bronsplatsen genom att besegra Lunds VK med 3-1 i set. Örebro Volley vann sin semifinal över Engelholm med 3-0, medan Hylte/Halstad vann sin semifinal över Lund med 3-1.